# Олесен, Кьельд
Кьельд Стёттруп Олесен (дат. Kjeld Støttrup Olesen; 8 августа 1932 — 25 июля 2024) — датский политик (Социально-демократическая партия), министр обороны и министр иностранных дел Дании.
Окончил морскую школу (1950—1953) и до 1956 года работал матросом в судоходной компании.
С 1958 года — в центральном аппарате Социал-демократической партии, в 1962—1966 гг. организационный секретарь.
В 1966—1987 гг. депутат фолькетинга от округа Рёдовре, член комитета по внешней политике (1969—1971) и комиссии по обороне (1969—1971).
С 1973 по 1981 год заместитель председателя Социал-демократической партии.
Занимал министерские посты:
- министр обороны в третьем правительстве Йенса Отто Крага (1971—1972) и в первом правительстве Анкера Йоргенсена (1972—1973).
- министр общественных работ во втором правительстве Анкера Йоргенсена (1975—1978).
- министр иностранных дел в четвёртом и пятом правительствах Анкера Йоргенсена (1979—1982).

Редактор журналов Mål og Midler (1969), Forvaret til Debat (1970), Verdens Gang (1967—1969) и Ny Politik (1970—1971).
В 1987 году завершил свою политическую карьеру.
Первая жена (1962) — медсестра Ханна Хансен (1937—2011), развод. В 1992 году женился на учительнице Лиз Холм.